# Močenok
Močenok (dříve Močonok, Mučeníky, Sládečkovce, maďarsky Mocsonok, německy Motschenok) je obec na Slovensku v okrese Šaľa. Žije v něm přibližně 4 300 obyvatel.

## Historie
Území obce je osídleno od Pravěku. První písemná zmínka o Močenku se nachází v Zoborské listině z roku 1113, uložené v Biskupském archivu v Nitře. Další z historických zmínek o obci pochází z 13. června 1623, kdy císař Ferdinand II. udělil obci právo vybírat mýto na tehdejším Zúgovském mostě. V roce 1831 zemřelo v obci na choleru 231 obyvatel a v místním vojenském lazaretu 31 vojáků. Epidemie cholery  se opakovala v roce 1849, kdy si vyžádala 250 obětí.
V roce 1951 byla obec přejmenována na Sládečkovce a v roce 1992 zpět na Močenok. V letech 1975 až 1990 byla k obci přičleněna Horná Kráľová. V obci se od roku 1993 každoročně koná festival křesťanského divadla Gorazdův Močenok na počest biskupa Gorazda, který byl jedním z nejznámějších žáků věrozvěstů Konstantina a Metoděje.

## Pamětihodnosti
- Římskokatolický kostel sv. Kříže, jednolodní barokní stavba s polygonálním ukončením presbytáře a malou střešní věží, z roku 1747. V letech 2003–2006 prošel obnovou. Interiér je zaklenut pruskými klenbami. Nachází se zde zděná empora, pod kterou je umístěna krypta s pomníkem biskupa Josefa Klucha. Nachází se zde barokní oltář se sousoším Golgoty. Fasády kostela jsou členěny lizénami a segmentově ukončenými okny se šabránami. Štítové průčelí je lemováno pilastry a ukončeno segmentovým štítem s tympanonem. Věž je ukončena barokní helmicí.
- Římskokatolický kostel sv. Klimenta, třílodní pozdně barokní stavba se segmentovým ukončením presbytáře a věží tvořící součást její hmoty, z let 1761–1765. Donátorem kostela byl arcibiskup Imrich Esterházy. Úpravami prošel v letech 1774–1782. V letech 1926–1927 byl doplněn o boční lodě podle projektu architekta M. M. Harmince. V interiéru se nachází hodnotné barokní zařízení, hlavní oltář se sochami sv. Klimenta a uherských svatých králů, sv. Štěpána a sv. Ladislava, dva boční oltáře a kazatelna. Fasády kostela jsou členěny pilastry a segmentově ukončenými okny s profilovanými šambránami s klenáky. Věž vyrůstá ze štítového průčelí ve formě rizalitu, je členěna kordonovými římsami a pilastry, ukončena je korunní římsou s terčíkem s hodinami a barokní helmicí s laternou.
- Biskupský zámeček, dvoupodlažní třítraktová klasicistní stavba z let 1840–1848. na půdorysu písmena H. Byl poškozen během revoluce v roce 1848. Na místě starší stavby ho vybudoval nitranský biskup Imrich Paluďaj. Úpravami prošel v letech 1893–1896. Do roku 1911 zde sídlil biskupský úřad, než se přestěhoval do Nitry. V letech 1950–1951 zde byli v rámci režimních perzekucí násilně soustředěni kněží. V interiéru se dochovaly kazetové stropy a původní parkety. Součástí zámečku je soukromá biskupská kaple sv. Kříže. Průčelí dominuje pětiosý rizalit s portikem s balkonem neseným ionskými sloupy a ukončený trojúhelníkovým štítem s tympanonem, ve kterém je reliéfní výzdoba s erbem. Nároží štítu jsou dekorována akroteriemi. Fasády jsou členěny kordonovou římsou, parter pásováním. Okna patra mají šambrány s římsovými suprafenestrami na konzolách, na nárožních rizalitech jsou půlkruhově ukončena.
- Chráněný areál Močenský park v okolí zámečku.
- Kaple sv. Urbana, barokní stavba s půlkruhovým závěrem a představenou věží, z let 1748–1750. Původně byla obklopena vinicemi. Obnovou prošla v roce 2001. Věž kaple je členěna průběžnými lizénami, ukončena je jehlancovou helmicí. Nad portálem je v nice umístěna socha sv. Urbana.
- Kalvárie s kaplí Božího hrobu, soubor klasicistních staveb z roku 1852.
- Hrob Michala Sládečka, usmrceného četníky během stávky v srpnu 1922. V letech 1951 až 1992 byla obec po něm pojmenována.[5][6]

## Rodáci
- František Rábek, slovenský římskokatolický biskup, ordinář slovenského Vojenského římskokatolického ordinariátu
- Gorazd (asi 840–900), kněz